# Iaitas
Il sito archeologico della città di Iaitas (o Iaitai, o Iaeta, o Ietae, Ἰέται in greco antico) si trova nel territorio del comune di San Cipirello, sul Monte Iato che domina la vallata del fiume omonimo, nell'entroterra della città metropolitana di Palermo, in Sicilia.

## Storia
La presenza umana nella zona circostante è attestata, sin dal Neolitico, dalle figurine femminili e di animali delle pareti della grotta del Mirabello.

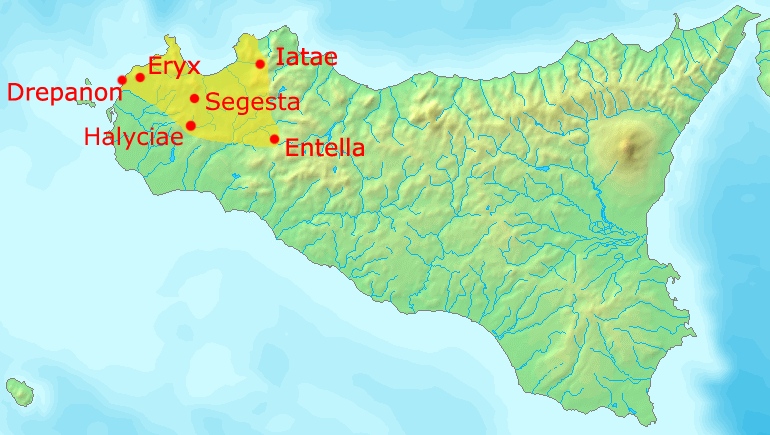
Localizzazione della città di Iaitas/Iaitae

Il primo villaggio testimoniato da reperti archeologici è stato datato da alcuni all'VIII secolo a.C. ma probabilmente è molto più antico; dei suoi abitanti non si sa molto ma sembra che fossero Elimi. L'area urbana, circa 40 ettari, risulta naturalmente difesa dalle ripide pareti rocciose a Nord e a Nord-Ovest, e da mura sui versanti orientale e meridionale. Fu insediata nel posto perché dalla sua posizione poteva controllare la via per Panormos, e la vallata del Belice, che rappresentava la via più agevole per la costa meridionale e Selinunte.
A partire dal VI secolo a.C. si nota l'influsso della cultura greca sia nelle ceramiche che nella religione con l'introduzione del culto di Afrodite. 
È di tale periodo la fondazione della Iaitas vera e propria, munita delle classiche caratteristiche delle poleis; un teatro, il tempio, l'agorà, belle case e botteghe artigianali.

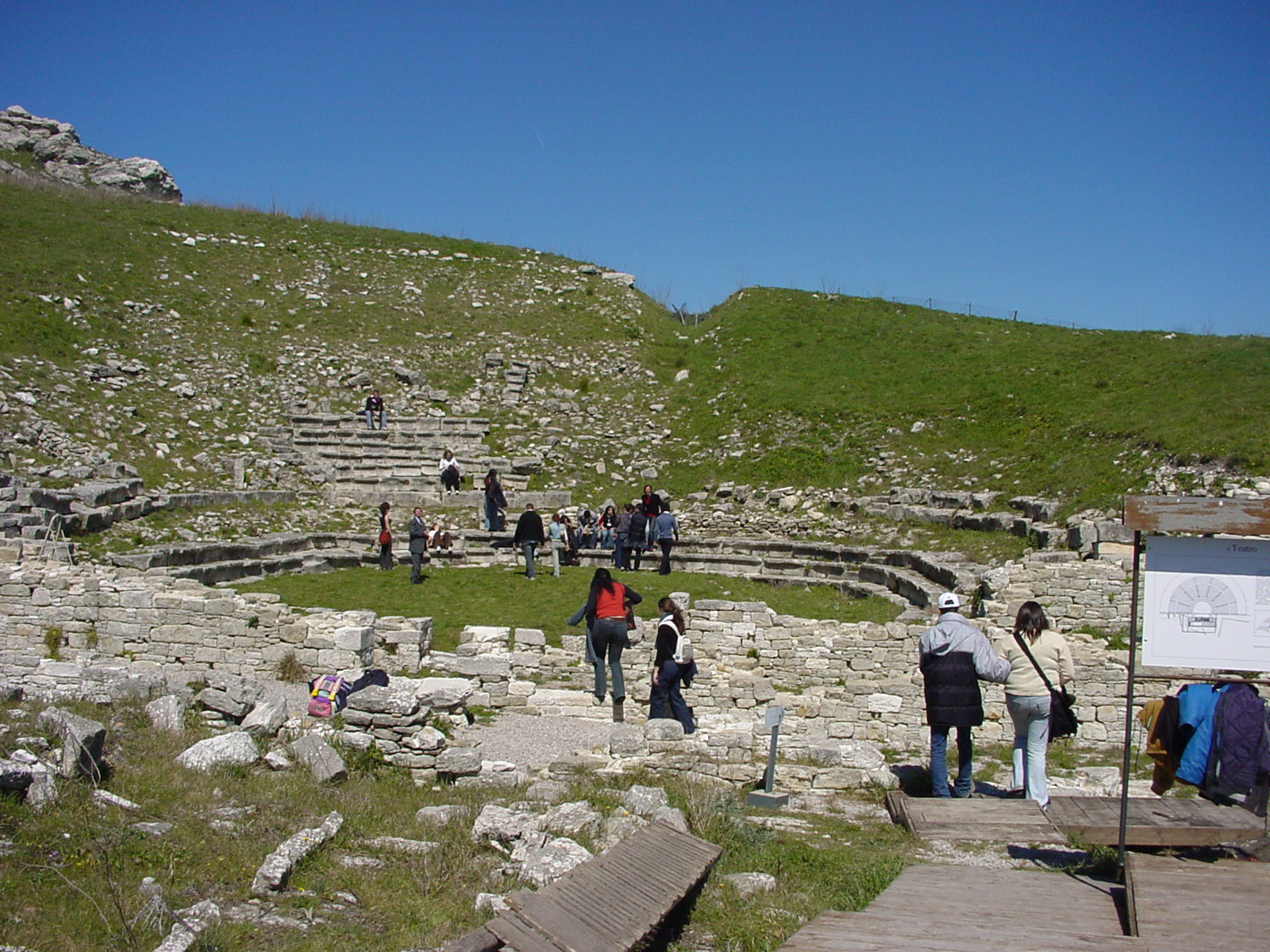
Il teatro sul monte Iato.

Nel IV secolo a.C. Iaitas e la Sicilia occidentale, furono sotto il dominio di Cartagine. Diodoro Siculo riferisce che verso il 275 a.C. la città venne attaccata da Pirro. Durante la prima guerra punica (264-241 a.C.) si consegnò ai Romani e da allora, secondo Plutarco, ne fu tributaria. Non ci sono notizie del periodo bizantino. Si sa che venne occupata dagli arabi e che sotto la dominazione sveva questi si ribellarono. Federico II nel 1246 la distrusse e ne deportò la popolazione a Lucera di Puglia; da allora il sito rimase abbandonato.

## Il parco archeologico
La campagna di scavi a partire dal 1971 eseguita dall'Istituto di Archeologia dell'Università di Zurigo, effettuando regolari campagne di scavo ha permesso di riportare alla luce il teatro della capienza di circa 4500 persone, che è costruito a ridosso della montagna. La zona scenica era adornata da quattro statue. Nella zona sud della città antica sorgeva l'agorà circondata da portici con la sala del Consiglio a ovest. Nella parte residenziale, oltre al tempio di Afrodite (distrutto nel I secolo d.C.), è emersa una dimora signorile del periodo greco con cortile a peristilio.